# Маяки (Краматорський район)
Мая́ки — село в Україні, у Краматорському районі Донецької області. Населення становить 1286 осіб. Знаходиться у Маяківському старостинському окрузі Святогірської міської громади.

## Географія
Село Маяки розташоване на правому березі р. Сіверський Донець, за 6 км від автодороги М03 Київ — Харків — Довжанське і за 13 км від Святогорської лаври та міста Святогірськ, та за 25 км від міста Краматорськ.

## Історія
Недалеко від с. Маяки знаходиться «Царине городище», яке є видатним археологічним пам'ятником 9-13 століть.
Село Маяки засноване як сторожова фортеця (Маяцький острог) Слобідської України на південному кордоні в 1663 році.
По одній з теорій назва пійшла від того, що на найвищому пагорбі над річкою Сіверський Донець споруджували вишку — маяк, на якому кріпили бочку із смолою і дровами, під час наближення ворожих орд козацькі сторожові роз'їзди підпалювали бочки і чорний сигнальний стовп диму попереджав про небезпеку. Інша теорія виводить назву від Маяцького городища, що існувало тут раніше.
У 1903 році населення села Маяки становило 2700 осіб.
З листопада 1917 року — під владою УНР.
З 29 квітня по 14 грудня 1918 року — в складі Української Держави.
У 1919 році встановлено радянську владу.

1943 року під Маяками відбувалися напружені бої, у липні 2017-го пошуковики виявили останки одного солдата Вермахту та шести бійців Радянської армії.

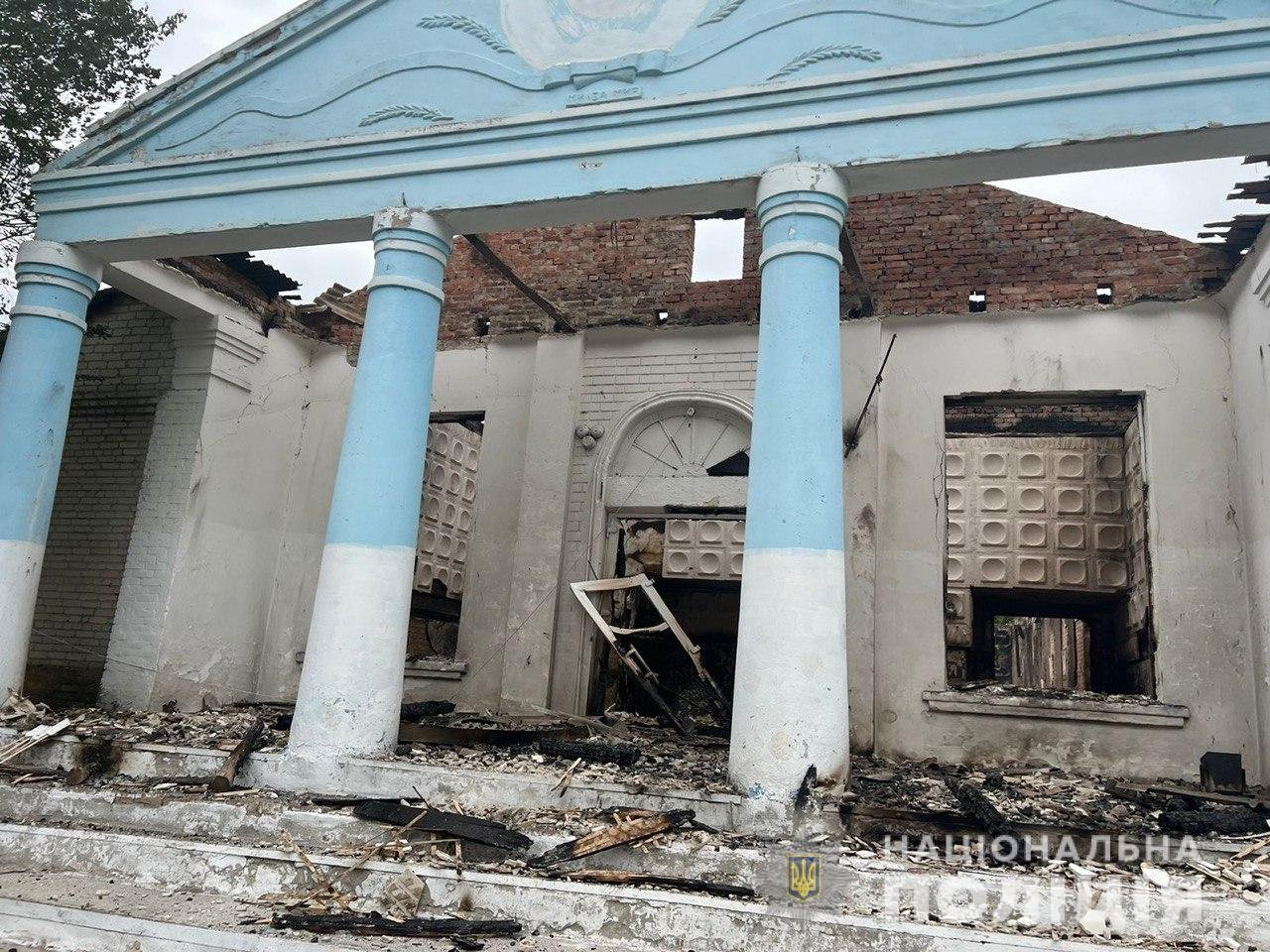
Зруйнований сільський будинок культури після обстрілу 30 червня 2022 року

### Російсько-українська війна

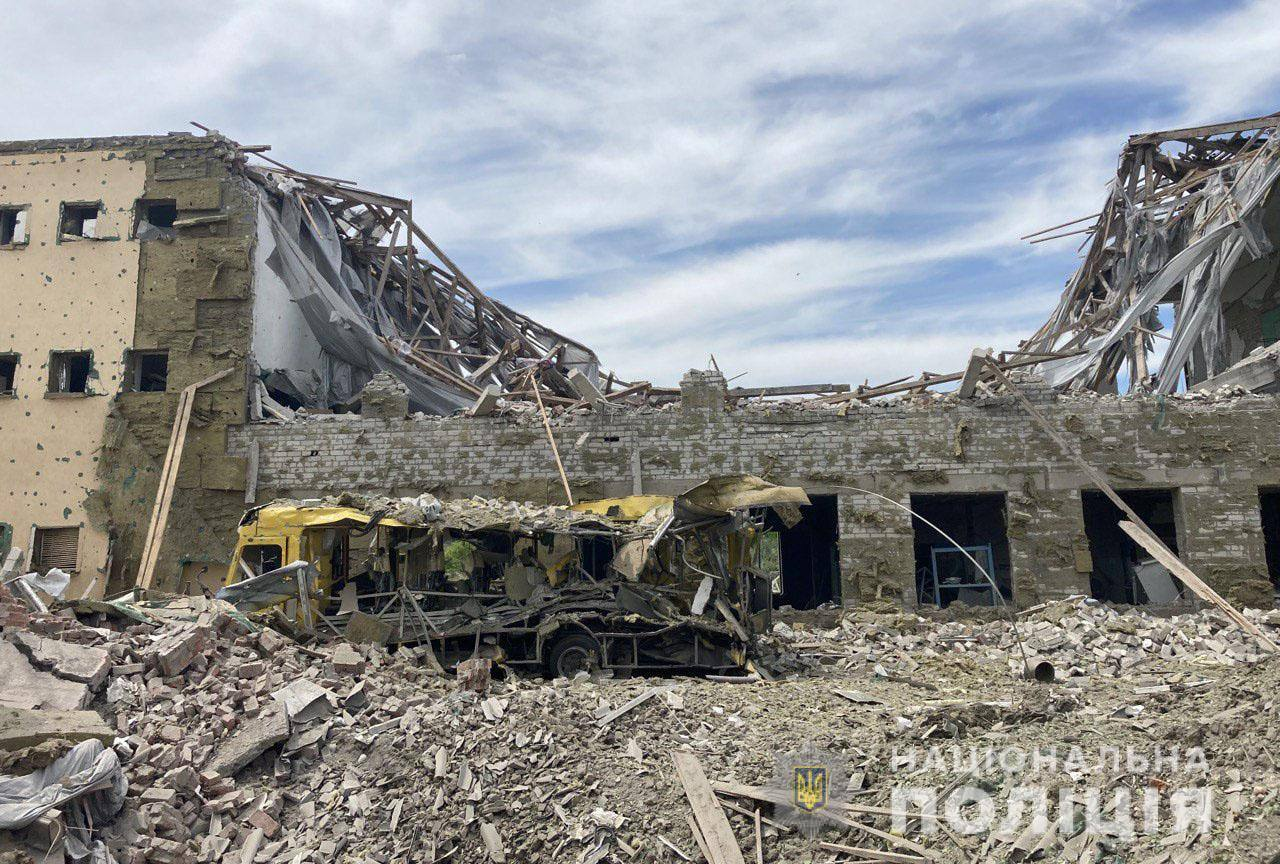
Зруйнова школа в наслідок обстрілу російської федерації 26.06.2022

В 2022 році під час повномасштабного російського вторгнення російські загарбники неодноразово обстрілювали розташовану в населеному пункті птахофабрику «Фенікс» — одну з найпотужніших в Донецькій області. Раніше підприємство знаходилось на Луганщині, але після окупації частини області в 2014 році було вимушено переїхати на нове місце. Наприкінці жовтня 2022 року російські загарбники знищили виробничі потужності підприємства — зруйновані будівлі, перебиті комунікації, потрощене обладнання, загинула вся птиця.

## Населення

### Мова
Розподіл населення за рідною мовою за даними перепису 2001 року:
| Мова            | Кількість | Відсоток |
| --------------- | --------- | -------- |
| українська      | 965       | 75.04%   |
| російська       | 316       | 24.57%   |
| вірменська      | 3         | 0.23%    |
| білоруська      | 1         | 0.08%    |
| інші/не вказали | 1         | 0.08%    |
| Усього          | 1286      | 100%     |

## Економіка
- ПП «Вимпел»-виробництво мінеральних вод та безалкогольних напоїв.
- КП «Вода Донбасу».
- КП «Водопониження».
- Філія «Україна» агрофірми «Шахтар».
- Маяцьке лісництво Слов'янського держлісгоспу.
- Крейдяний кар'єр.

## Об'єкти соціальної сфери
- Будинок культури
- Дитячий садок
- Школа: Маяківська ЗЗСО I—III ступенів
- Магазини:
  - «Берізка»,
  - «Дюжина»,
  - «Урожай».
- Пляжі річки Сіверський Донець.

## Пам'ятки
- Поблизу села розташована ботанічна пам'ятка природи загальнодержавного значення Маяцька дача. Славу Маяцькій дачі принесло ізольоване місцезнаходження граба звичайного (для Донецького кряжу — це релікт післяльодовикового періоду).
- Дендропарк Маяцького лісництва був закладений в 1959 р. лісничим Савченко І. М. і його помічником Кухаренко В. П. у кварталі 145. Більше 20 порід рідкісних дерев, це: гледичія з Америки; катальпа звичайна з Японії, у неї великі як у бузку листя і, великі свічки білих квітів. Крім них багато дерев з Китаю, Далекого Сходу, а особливо з Кавказу, Криму, Малої Азії і Середземномор'я.

## Транспорт і зв'язок
Присутнє автобусне сполучення з містом Слов'янськ. У селі діє поштове відділення.